# Godlinze
Godlinze (Gronings: Glìns of Glinz) is een radiaal wierdedorp in het noordoosten van de provincie Groningen in Nederland, gelegen in de gemeente Eemsdelta. Het dorp telt 245 inwoners (2023). Godlinze ligt aan het einde van het Godlinzermaar.

## Geschiedenis
Godlinze is een wierde, die rond de 2e eeuw v.Chr ontstond op een oeverwal langs de inmiddels verdwenen Fivelboezem. De wierde werd in de loop der tijd opgehoogd tot 6,22 meter, waarmee deze tot de hoogste wierden van Groningen behoort. De diameter omspant 375 meter. Bij opgravingen in 1919 door Van Giffen werd ten westen van het dorp het middeleeuwse grafveld van Godlinze blootgelegd, met graven en grafbijzettingen uit de Karolingische tijd. Vondsten werden gedateerd op eind 7e tot begin 9e eeuw. Uit de rijke grafgiften blijkt dat er toen al een rijke elite moet zijn geweest. De naam van het dorp komt in de goederenlijst van het Klooster Werden voor rond het jaar 1000 als Godlevingi. De oorsprong is niet bekend. Mogelijk betekent het 'lieden van Godlev', waarbij Godlev (of Godlef) een adellijke Oost-Friese mansnaam is. Een andere verklaring leidt het af van 'Godelinvigi', de 'plek waar Godlev woont' (een Keltische godheid). Een volksverhaal stelt ten slotte dat het afkomstig is van een verhaal; De inwoners zouden tijdens een watersnood honger hebben geleden en toen er erwten (linzen) aanspoelden, zouden ze dit als een geschenk van God hebben gezien.
Waarschijnlijk werd ergens tussen de 10e en 13e eeuw ter bescherming tegen de zee een dijk aangelegd ten noorden van het dorp van 't Zandt langs Omtada (waar de borg Ompteda stond en nu de boerderij Omtadaburgh) en Spijk naar Wattum (Hoogwatum). Deze dijk brak meermalen door, zoals bij de Sint-Maartensvloed van 1686 en de Kerstvloed van 1717. Na de laatste overstroming werd in 1718 een sterkere dijk ten noorden daarvan gelegd, zodat latere overstromingen uitbleven. De oude dijk verdween grotendeels bij de ruilverkaveling in 1957, maar een restant (de Oude Dijk) ligt nog langs de weg van Spijk naar 't Zandt. Het dorp heeft een haventje, dat begin 20e eeuw nog in gebruik was, maar nu alleen nog voor de recreatievaart wordt gebruikt.
Godlinze vormde vroeger een kluft van het waterschap Vierburen.
Net als elders in het noordoosten van Groningen bestonden ook in Godlinze tegenstellingen tussen de rijke boeren en de arme landarbeiders. Na de Tweede Wereldoorlog vertrokken veel jongeren naar de opkomende industrieën rond Delfzijl en verminderde de grote invloed die boeren er van oudsher hadden. In dezelfde tijd zorgde de landbouwmechanisatie er echter ook voor dat de behoefte aan personeel sterk verminderde.
In de loop van de 20e eeuw nam de bevolking en het aantal voorzieningen steeds verder af, een trend die nog werd versterkt doordat buurdorp Spijk werd aangewezen als economische groeikern, zodat nieuwe huizenbouw daar plaatsvond. In de jaren negentig werkten veel inwoners bij chemiebedrijven AkzoNobel en Dow Chemical in Delfzijl. Doordat het dorp nauwelijks groeide, is de radiale wierdestructuur er echter wel goed bewaard gebleven, al is dit ook bij de naoorlogse uitbreidingen van Spijk behouden gebleven. Godlinze maakte, tot de herindeling bij Delfzijl in 1990, deel uit van de gemeente Bierum.

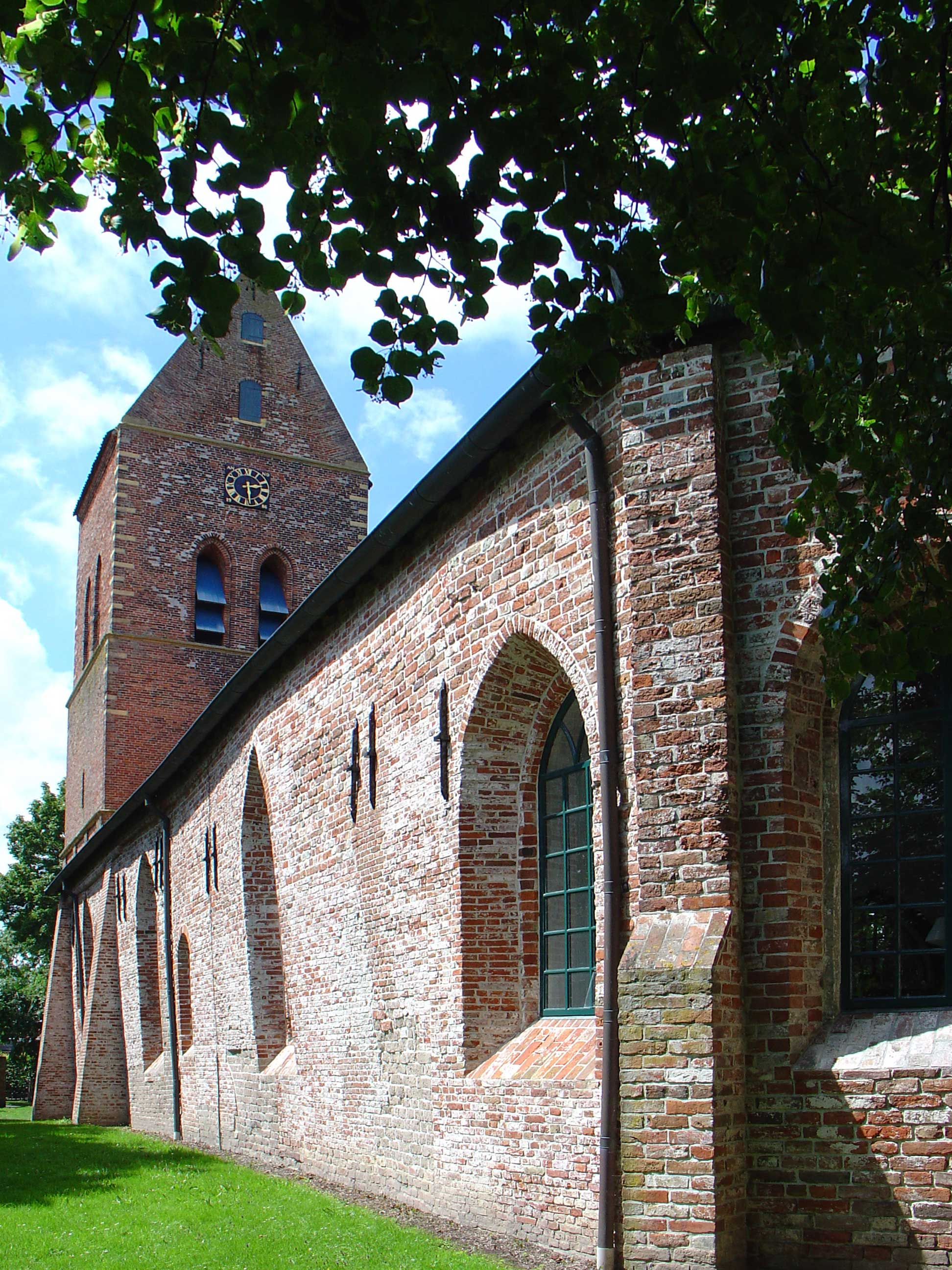
Hervormde Pancratiuskerk van Godlinze

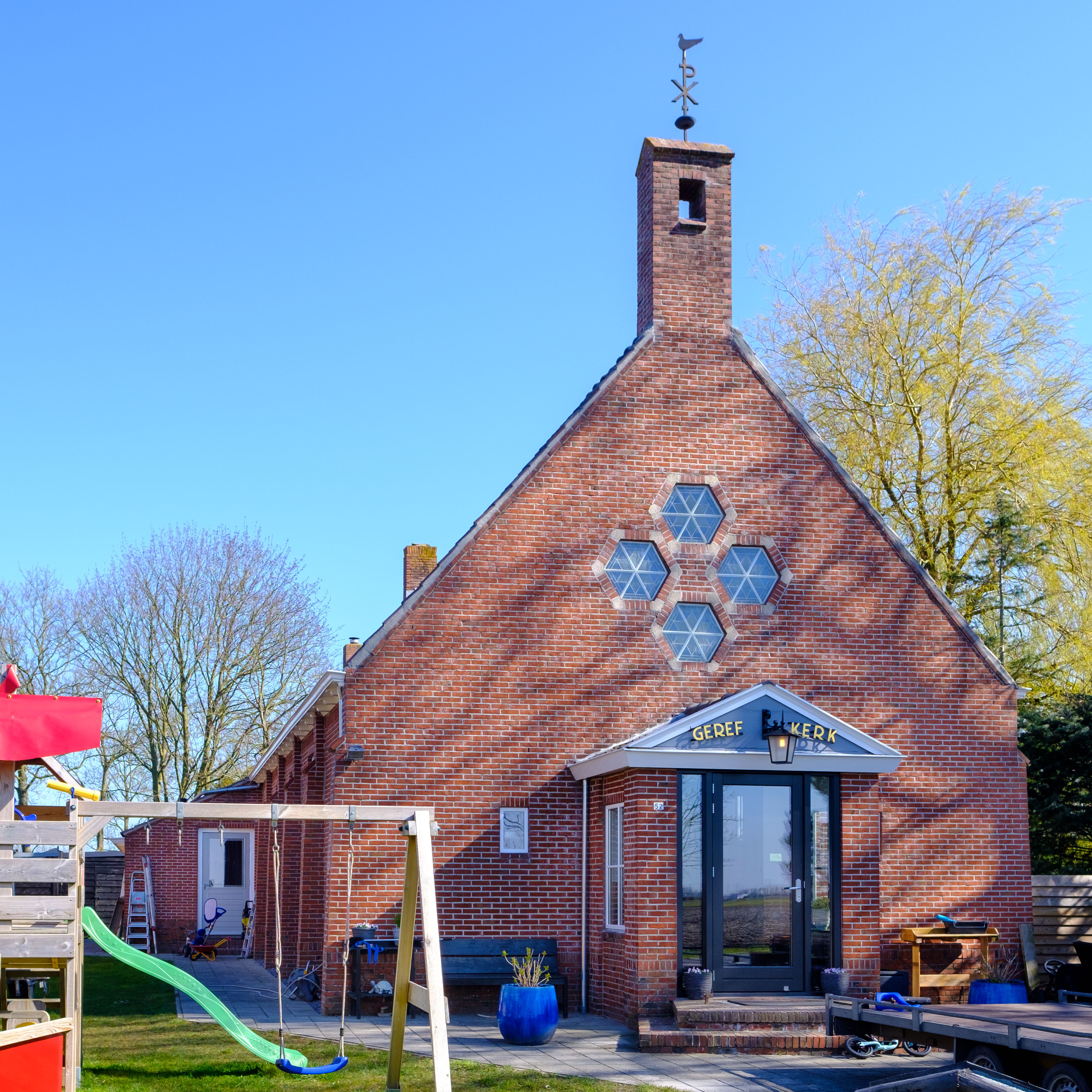
Gereformeerde kerk

| 379                                                                                                  | 558¹ | 585¹ | 542² | 604¹ | 579¹ | 547² | 548 | 407 | 396 | 500 | 305 | 290 | 270 | 265 | 240 | 240 | 245 |
| Data afkomstig van volkstellingen.nl (¹inclusief schepen en buiten kom, ²inclusief buiten kom) & CBS |      |      |      |      |      |      |     |     |     |     |     |     |     |     |     |     |     |

## Gebouwen

### Kerken en scholen
In de 12e eeuw werd een tufstenen kerk op de wierde gebouwd, die mogelijk een houten voorganger heeft gehad. De aanzet van de kerktoren dateert nog uit die periode. De huidige romanogotische Pancratiuskerk werd echter gebouwd (verbouwd) in de eerste helft van de 13e eeuw. De toren had oorspronkelijk een spits van steen, maar deze stortte in 1583 in volgens de kroniekschrijver Abel Eppens. De nieuwe opbouw kreeg na de Reductie van Groningen vervolgens een zadeldak. De toren heeft een klok uit 1435. In de kerk staat een Arp Schnitgerorgel uit 1704. De kerk werd in 1865 bepleisterd, maar bij een restauratie tussen 1984 en 1987 werd deze weer verwijderd. De gewelven van de kerk zijn van de 13e tot de 16e eeuw beschilderd met religieuze motieven. Na de Afscheiding verrees (in 1904?) ook een gereformeerde kerk in Godlinze, die in 1952 werd vervangen door het huidige gebouw. Dit gebouw werd in 2017 verbouwd tot woning. De splijting tussen hervormden en gereformeerden kwam ook tot uiting in het naast elkaar bestaan van een hervormde openbare lagere school (opgericht in 1855) en een gereformeerde lagere school (gebouwd in 1906, later gesloopt), die compleet gescheiden van elkaar opereerden. Beiden konden in het kleine dorp slechts met moeite overeind worden gehouden en uiteindelijk gingen de scholen na 10 jaar vergaderen dan ook op in de samenwerkingsschool neutrale basisschool De Sterren, die in 1986 een nieuw schoolgebouw betrok (wellicht het jaar van samengaan). De laatste jaren was het aantal leerlingen zover gedaald dat de school aan het einde van het schooljaar 2010-2011 is gesloten.

### Borgen
In en rond het dorp hebben een aantal steenhuizen en (waarschijnlijk twee) borgen gestaan, aangezien in de 15e eeuw redgers en hoofdelingen voorkomen Zo wordt in 1431 Dydeke toe Godlinze genoemd als overrechter van Fivelgo-Westerambt en later die eeuw komen ook een aantal andere adellijke personen voor. In 1459 wordt melding gemaakt van een steenhuis, in 1573 van een borg met landerijen en in de 17e eeuw van een borg met schuur, heem, singel, grachten, hoven, geboomten, plantages, gestoelten en graven in de kerk. Deze stond ten zuidwesten van de kerk. Tussen 1730 en 1735 werd de borg waarschijnlijk gesloopt. Van het terrein is niets terug te vinden. Een tweede borg genaamd Rengerda (vernoemd naar de familie Rengers), wordt pas vanaf de 17e eeuw genoemd. Sicco Rengers (getrouwd in 1654) is de eerstgenoemde bewoner. Bij een verkoop in 1713 behoorden er 23 grazen land en vele rechten bij de borg, waaronder ook in nabijgelegen dorpen. Bij een publiekelijke verkoop in 1780 behoorden twee schuren, hoven, een boomrijke laan, singels en 66 grazen land tot de borg, die zelf bestond uit twee kamers, een kelderkamer, keuken, kelder en luchthuis. Daarna zal de borg langzaam omgevormd zijn tot een boerderij. Het borgterrein is nog intact en bevindt zich aan de weg naar 't Zandt en Zeerijp, de (huidige) Provincialeweg. Hier staat vanaf de jaren 50 de boerderij Rengerdaheerd, waarvan het voorhuis voor een deel gebouwd is op de fundamenten van de voormalige borg.

### Molen
Godlinze heeft lange tijd een korenmolen gehad. In 1628 moest de molen gesloopt worden in het kader van de door Stad en Lande doorgevoerde sanering van het molenbestand. Later duikt een nieuwe molen op waarvan bouw- en sloopjaar onbekend zijn. De derde en laatste molen was de houten koren- en pelmolen Werklust (op stiepen), die in 1850 werd gebouwd en in 1945 wegens bouwvalligheid werd gesloopt.

### Andere gebouwen
Het dorp telt een aantal monumenten. Naast de 13e-eeuwse hervormde kerk en pastorie (1842) zijn er nog een drietal woningen bewaard gebleven uit de vroege 19e eeuw; Peperstraat 3 en 18 en Hoofdweg 29. In de met geglazuurde tegeltjes versierde onderwijzerswoning (1906) van de vroegere gereformeerde school aan de Hoofdweg 30, is de gevelsteen van de vroegere gereformeerde school geplaatst.
In 1707 werd met gelden van Jan Rempt Rengers een gasthuis gesticht. In de jaren 1930 verkeerde dit gebouw in zeer slechte staat en werd het gesloopt. Aan de Hoofdweg stond een in de 19e eeuw gebouwd café met doorrit ("de Linzen"), die in 1982 afbrandde.
In het zuidoosten van het dorp staat aan de Maarhuizerweg 1 de boerderij Lippenhuizen, die vroeger een voorwerk vormde van het klooster Feldwerd. In 1491 had het klooster het echter reeds verpacht aan een meier. De boerderij is nog geheel omgracht. Bij archeologische opgravingen zijn kogelpotscherven en een pijpensteel gevonden.

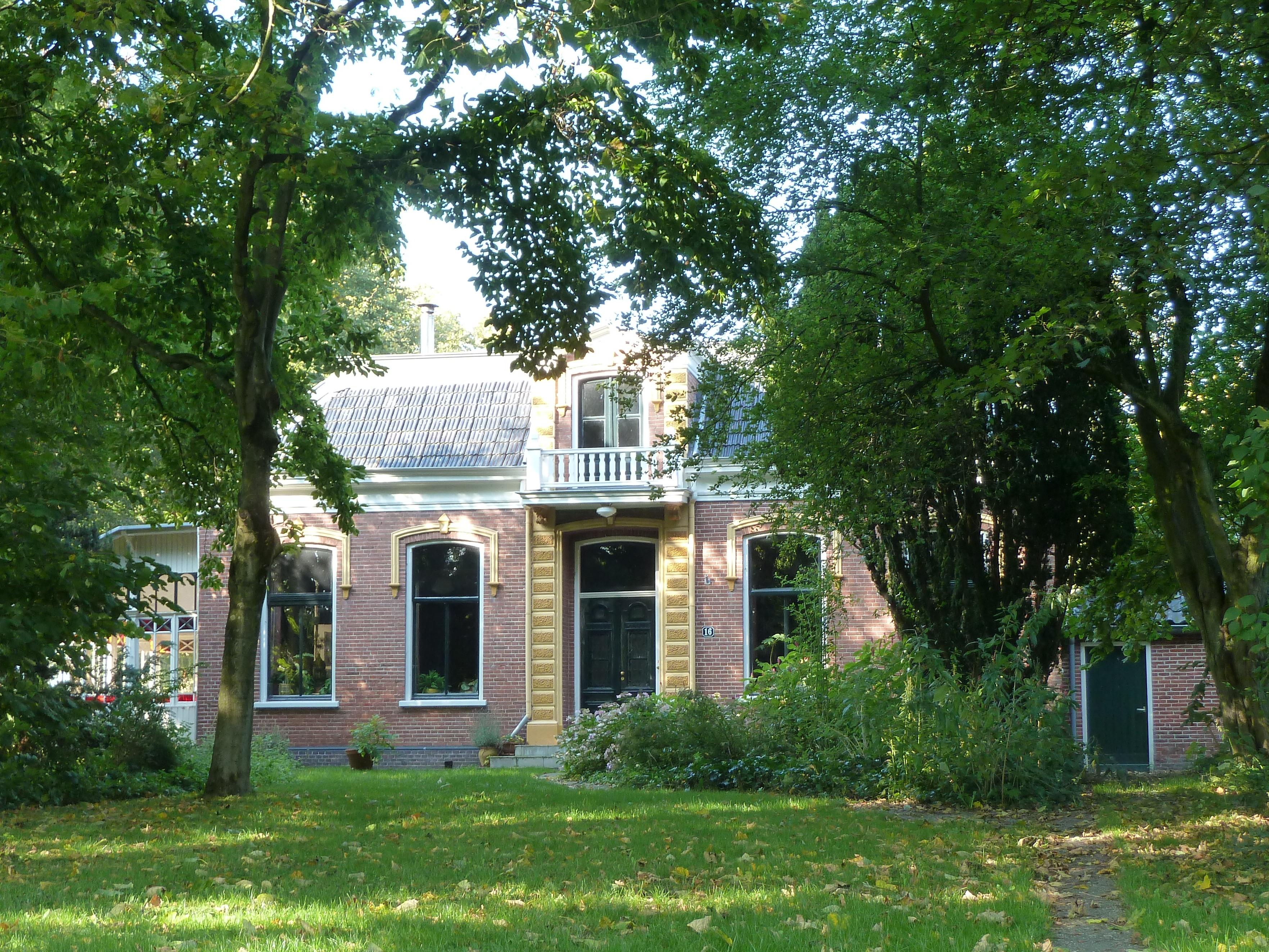
Hervormde pastorie (1842) met serre (close-up). Bijbehorende stookhut niet zichtbaar (foto).
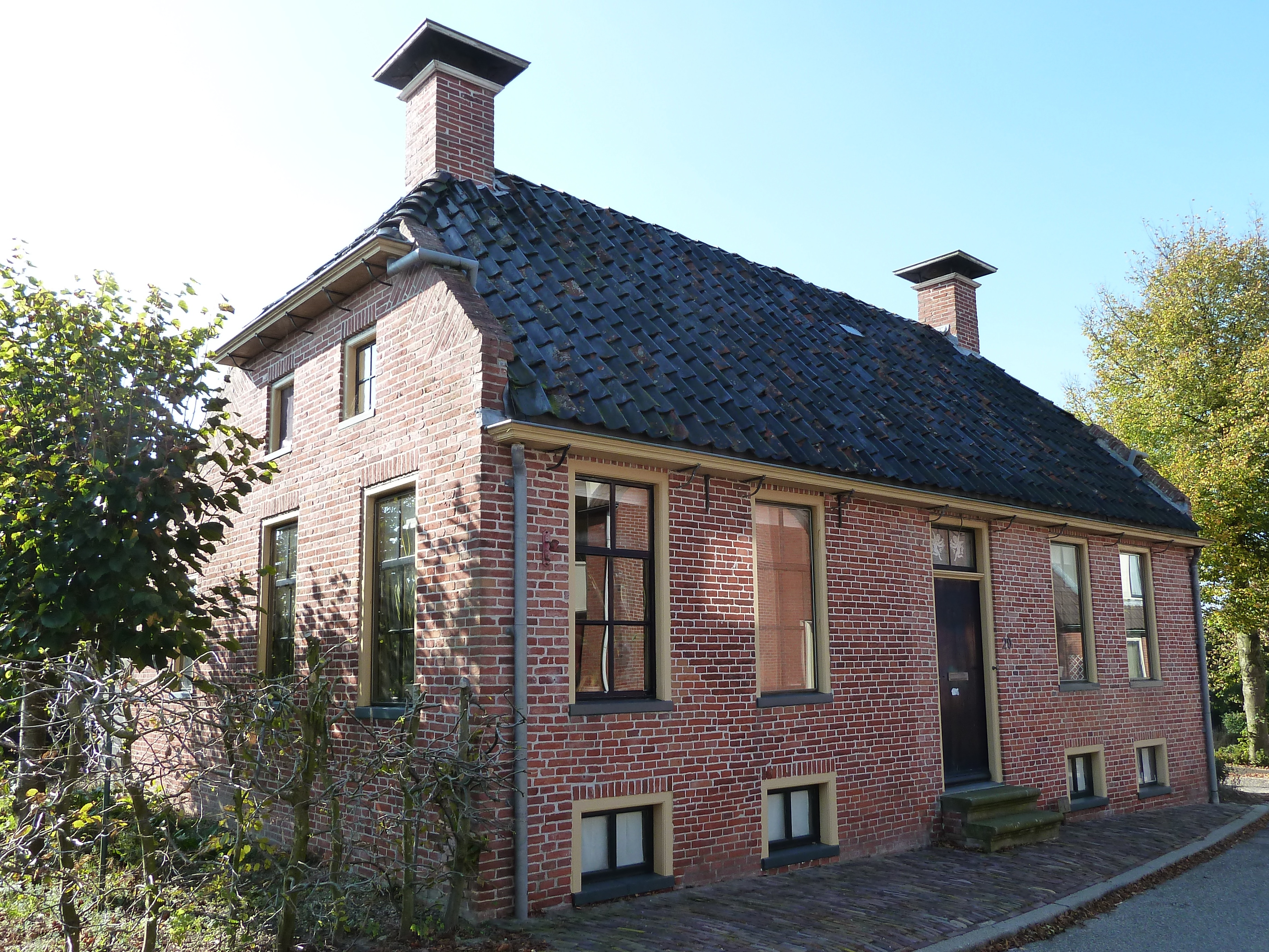
Onderkelderd pand aan de Hoofdweg 29
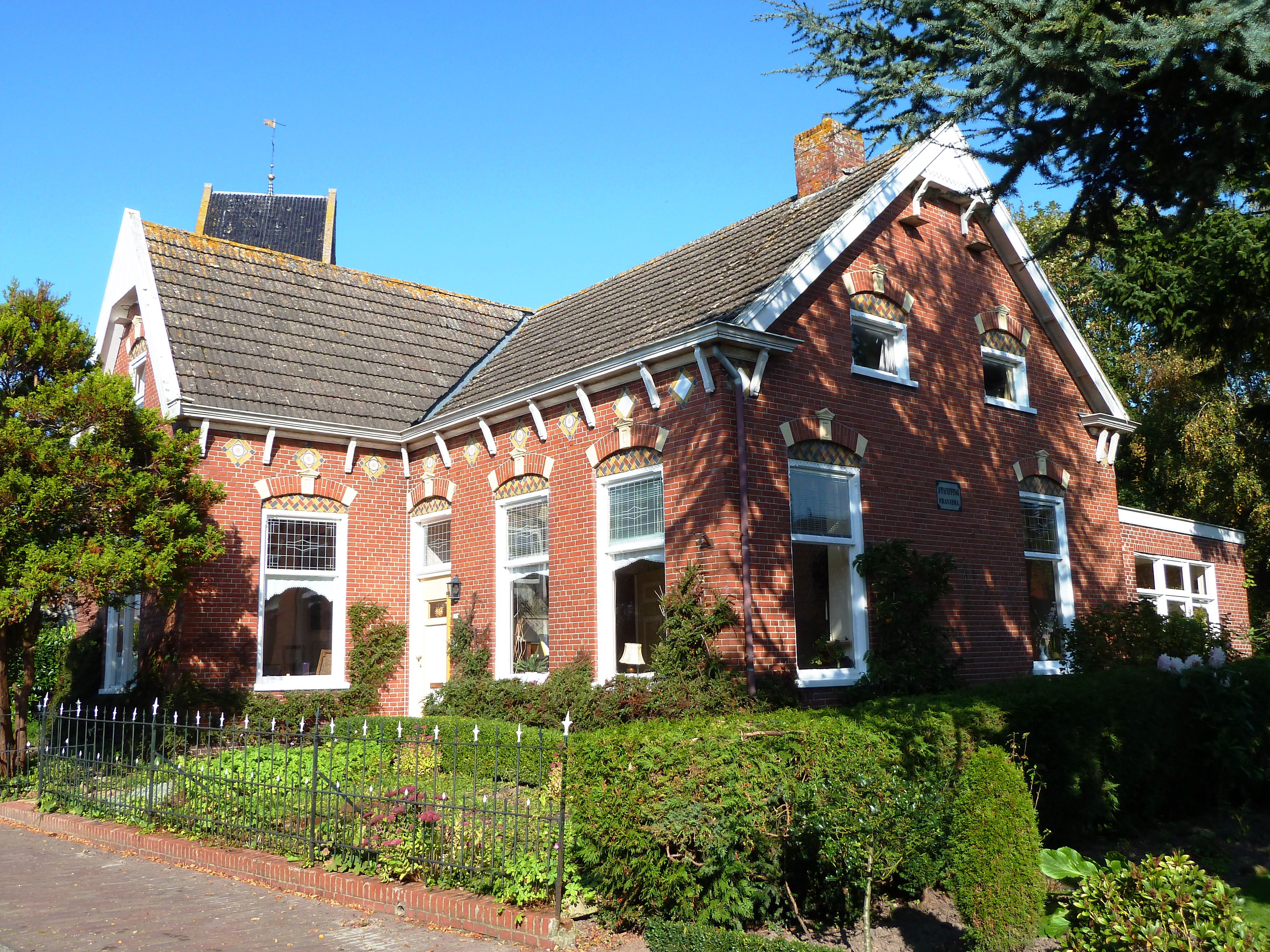
Schoolmeesterswoning (1906). Bevat gevelsteen van gesloopte gereformeerde school (foto).

## Bekende inwoners
Ekke Fransema
Van 1873 tot 1886 en van 1904 zijn dood in 1928 woonde in Godlinze Ekke Fransema, die door dorpsbewoners ook wel 'Den Frans' werd genoemd. Hij wijdde zijn hele leven aan alcohol en boeken. Vanwege zijn drankzucht liet zijn vrouw hem in 1914 onder curatele stellen. Op 61-jarige leeftijd , twee jaar voor zijn dood, studeerde hij af in de rechtsgeleerdheid. Zijn omvangrijke boekenverzameling, die hij ook als uitleenbibliotheek ter beschikking stelde aan de bevolking van Godlinze, bevat onder meer veel zeldzame juridische en historische boeken. Na zijn dood werd de verzameling ternauwernood gered van opkopers en ondergebracht in het Fransema-kabinet in de Openbare Bibliotheek van Appingedam. Nadat de bibliotheek verhuisd was naar een ander pand, gaf de gemeente Eemsdelta de collectie-Fransema in 2021 in beheer aan het Museum Møhlmann, ook in Appingedam.
Ekke's zoon Toon, door zijn vele voornamen beter bekend als ADAREA Fransema, geboren in Godlinze op 1 december 1893, was tijdens de Tweede Wereldoorlog de NSB-burgemeester van Onstwedde. Hij werd in 1948 voor zijn collaboratie door het Bijzonder Gerechtshof in Leeuwarden veroordeeld tot acht jaar.
Bruno Santanera

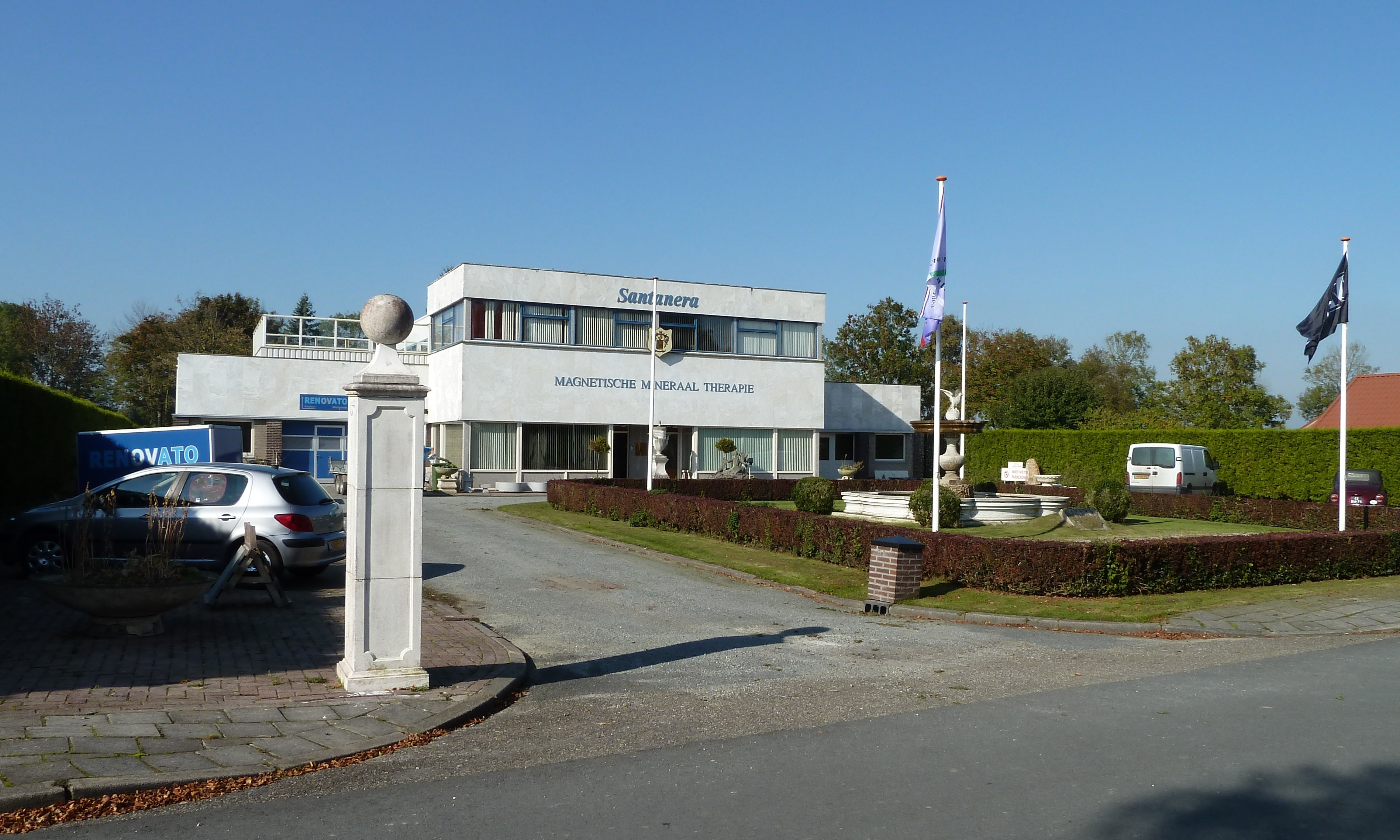
Kantoorpand van Santanera in Godlinze

Het dorp is mede bekend vanwege de tuin vol marmeren beelden van de Italiaan Bruno Santanera. Hij investeerde miljoenen in een beeldenpark en een groot marmeren gebouw om hier een carrosseriebedrijf te vestigen. Toen dit niet doorging, maakte hij er een museum van en begon een marmerhandel. Zijn beeldentuin trok veel dagjesmensen, waarop wegen naar het dorp werden geasfalteerd. Zelf stak Santanera geld in de bouw van een speeltuin, zwembad en een jeu de boulesbaan in het dorp. Na ruzie met de bank ging Santanera in 1972 in hongerstaking. Nadat zijn verhaal over tegenwerking in de media was gekomen, nam het aantal dagjesmensen sterk toe. In 1978 begon hij met de verkoop van mineralen voor homeopathische doeleinden. In 1982 brandden museum en werkplaats af, maar hij kon zijn activiteiten wel vervolgen. In de loop der tijd richtte hij zich vooral op magneetmineraaltherapie, waarbij zijn BioStabil 2000 voor ophef zorgde. Zijn kinderen hebben het marmerbedrijf en de aangrenzende horecagelegenheid overgenomen. Bruno Santanera woont en werkt nog altijd in Godlinze.
Wolter Lemstra
Wolter Lemstra groeide op als bakkerzoon in Godlinze en was in zijn lange loopbaan burgemeester van Hengelo en korte tijd als waarnemer in Leiden. Daarvoor was hij loco-secretaris van Utrecht, chef van het Amsterdamse gemeentepersoneel in de roerige jaren 70, de hoogste ambtelijke baas van 3 ministeries, hoogleraar in Groningen en Twente.